# Quod tentabam dicere versus erat
Quod temptabam dicere versus erat è un verso del poeta romano Ovidio, tratto dall'opera Tristia (IV, X, 26). La sua traduzione è: "ciò che tentavo di dire diventava verso". 
Questo verso conclude la descrizione di Ovidio riguardante la propria naturale inclinazione verso la poesia ed il suo rapporto con il padre. Egli era nato infatti con tale vocazione poetica, ed il suo talento si era presto manifestato. Il padre, che desiderava per il figlio una carriera forense, cercò di scoraggiare le sue ambizioni, ricordandogli spesso che anche il grande poeta Omero era vissuto in povertà. 
Ovidio, pur sforzandosi di seguire i consigli paterni, scrive appunto che qualunque cosa provasse a scrivere diventava un verso poetico: 
(Ovidio, Tristia (IV, X, 21-26))